# Ostrowite (powiat Słupecki)
Ostrowite is een dorp in het Poolse woiwodschap Groot-Polen, in het district Słupecki. De plaats maakt deel uit van de gemeente Ostrowite.